# PowerBook 100
PowerBook 100 – subnotebook produkcji Apple Inc., który zadebiutował 21 października 1991 na targach komputerowych COMDEX w Las Vegas. Sprzedawany był w cenie 2300 USD i stanowił najsłabszy z serii trzech jednocześnie zaprezentowanych PowerBooków – jego mikroprocesor i ogólna prędkość działania odpowiadały parametrom poprzednika, modelu Macintosh Portable. Subnotebook wyposażony był w jednostkę centralną Motorola 68000 z zegarem 16 MHz, 2-8 megabajtów RAM, dziewięciocalowy podświetlany monochromatyczny ekran LCD o rozdzielczości 640x400 punktów, całością zaś zarządzał system operacyjny System 7.0.1. Komputer nie był wyposażony w wewnętrzny napęd dyskietek, za to media zauważyły jego zwartą strukturę zawierającą trackball jako urządzenie wskazujące, umieszczone z przodu klawiatury dla zapewnienia łatwości użytkowania komputera.
Ówczesny dyrektor wykonawczy Apple Computer, John Sculley, uruchomił projekt PowerBook w roku 1990, przeznaczając na marketing nowej linii laptopów milion USD. Mimo niewielkich nakładów na działania marketingowe, linia PowerBook odniosła sukces, w pierwszym roku przynosząc przychody w wysokości miliarda USD. Opracowaniem i produkcją komputera zajęło się Sony we współpracy z Apple Industrial Design Group, wewnętrzną jednostką projektancką Apple Inc. Produkcji modelu zaprzestano 3 września 1992 – zastąpiła go seria PowerBook Duo. Od tego czasu model zdobył jednak uznanie za udany projekt: PC World umieścił go w roku 2006 na 10 miejscu listy najlepszych komputerów, zaś amerykańskie czasopismo „Mobile PC” w roku 2005 uznało go za najlepszy gadżet wszech czasów.

## Historia
John Sculley, ówczesny dyrektor zarządzający Apple, od roku 1990 osobiście czuwał nad procesem rozwoju produktów, by przedsiębiorstwo przekazywało odbiorcom nowe modele szybciej. Jego nowa strategia polegała na zwiększeniu udziału w rynku poprzez obniżki cen i proponowanie przebojowych produktów. Strategia ta przyczyniła się znacznie do sukcesu handlowego niedrogich modeli Macintosh Classic i Macintosh LC – komputerów biurkowych sprzedawanych od roku 1990. Sculley chciał powtórzenia sukcesu poprzedników dla produktów linii PowerBook.
Sculley rozpoczął nowy projekt w roku 1990, chcąc doprowadzić do pojawienia się nowego komputera na rynku w ciągu jednego roku. Projektem zarządzały trzy osoby: John Medica odpowiedzialny za kwestie projektowe, Randy Battat, ówczesny wiceprezes do spraw marketingu oraz Neil Selvin, szef działu marketingu. W roku 1991 czołowe miejsca na rynku komputerów przenośnych należały do Toshiby i Compaqa – przedsiębiorstw, z których każde zaprezentowało komputer o masie około 3,5 kilograma. Medica, Battat i Selvin podjęli starania skonstruowania komputera który byłby lżejszy od rynkowych konkurentów.
Sculley przeznaczył na marketing nowego produktu kwotę 1 miliona USD, co stanowiło budżet o wiele niższy niż 25-milionowa kwota przeznaczona na cele kampanii komputera Macintosh Classic. Medica, Battat i Selvin wykorzystali większość tej kwoty na przygotowanie i emisję reklamy telewizyjnej, którą odbiorcy mieli dobrze zapamiętać. W reklamie przygotowanej przez agencje Chat/Day wystąpił był koszykarz Los Angeles Lakers, Kareem Abdul-Jabbar, siedzący na niewygodnym siedzeniu samolotu, a mimo to wygodnie piszący na klawiaturze PowerBooka. Hasłem reklamowym było „Przynajmniej jego ręce mają wygodnie” (ang. At least his hands are comfortable).
Apple zaprezentowała PowerBooka 100 21 października 1001 podczas targów komputerowych COMDEX w Las Vegas, równocześnie z dwoma innymi produktami, PowerBookiem 140 oraz 170. Zarówno kampanię reklamową jak i sam produkt uznano za udane. Apple przewidziała, że sprzeda ponad 200 tysięcy nowych PowerBooków w pierwszym roku, przy czym szczyt popytu miałby nastąpić po trzech miesiącach od zaprezentowania produktu. Do stycznia 1992 Apple udało się sprzedać ponad 100 tysięcy PowerBooków przy stale malejącej podaży. Przedsiębiostwo po niedługim czasie rozwiązało problemy z podażą swoich komputerów, a przychody ze sprzedaży linii PowerBook osiągnęły poziom miliarda USD w ciągu pierwszych 12 miesięcy obecności na rynku, ustanawiając Apple jako nowego lidera rynku komputerów przenośnych, po zdeklasowaniu Toshiby i Compaqa. Modele PowerBook 100, 140 i 170 znacznie przyczyniły się do sukcesu finansowego ich producenta w roku 1992. Z końcem roku finansowego, Apple ogłosiła wyniki jak dotąd najwyższe w jej historii: 7,1 miliarda USD przychodów oraz wzrost udziału w rynku globalnym z 8% do 8,5%, co było wartością najwyższa od czterech lat.
Początkowa popularność modelu PowerBook 100 nie trwała jednak długo. Sprzedaż spadała do grudnia 1991, kiedy to większą popularnością cieszyły się modele 140 i 170, gdyż klienci byli skłonni zapłacić więcej za urządzenie z wbudowanym napędem dyskietek i drugim portem szeregowym, których brakowało w modelu PowerBook 100. 10 sierpnia 1992 modelu PowerBook 100 nie było już w cenniku Apple, lecz przedsiębiorstwo wyprzedawało jeszcze aktualne stany magazynowe poprzez własną sieć sprzedaży oraz sklepy detaliczne. W tego typu sklepach, komputer z 4 MB RAM i 40-megabajtowym dyskiem twardym kosztował niecały tysiąc USD, czyli o ponad 1500 USD mniej niż wynosiła pierwotna cena cennikowa modelu z 2 MB RAM i 20-megabajtowym dyskiem twardym.
17 września 1992 Apple wycofała ponad 60 tysięcy egzemplarzy notebooka z uwagi na możliwe problemy z jego bezpieczeństwem. Odkryto, że zwarcie w komputerze może doprowadzić do stopienia niewielkiego fragmentu obudowy, co zaobserwowano w trzech komputerach spośród 60 tysięcy wyprodukowanych pomiędzy październikiem 1990 a marcem 1991. W dniu, w którym ogłoszono wycofanie partii komputerów akcje Apple zanotowały spadek o 1,25 USD, osiągając cenę 47 USD, lecz część analityków nie upatruje w spadku notowań odzwierciedlenia awarii produktów. Dodatkowo zauważono, że zasilacze dostarczane z komputerami miały niedostateczną (pękającą) izolację, co spowodować mogło przepalenie bezpiecznika na płycie głównej komputera, zaś gniazdo zasilania na płycie głównej zbyt często pękało. Jeśli uszkodzony komputer nie był już objęty gwarancja, wymiana płyty głównej stanowiła wydatek rzędu 400 USD.

## Parametry techniczne
Większość wnętrza PowerBooka 100 pochodziła od jego poprzednika, modelu Macintosh Portable. Komputer wyposażono w mikroprocesor Motorola 68HC000 taktowany zegarem 16 MHz i 2 MB RAM, pozbawiono go za to napędu dyskietek. Cenę notebooka ustalono na 2300 USD. Zewnętrzny napęd dyskietek kosztował 279 USD. Twórcy PowerBooka dokonali postępu w dziedzinie wymiarów komputera, którego głębokość wynosiła 21,5 cm, szerokość 28 cm, a wysokość 4,6 cm, podczas gdy Macintosh Portable mierzył prawie 38 cm głębokości, 39 cm szerokości i 10,2 cm wysokości. Kolejna zmiana dotyczyła tańszego pasywnego wyświetlacza STN, zastosowanego zamiast droższej, aktywnej jednostki ciekłokrystalicznej, która powróciła w modelu PowerBook 170. PowerBook 100 działał standardowo pod kontrolą System 7, umożliwiając jego aktualizację do wersji 7.5.5. Przedsiębiostwo Apple wprowadziło jednak na rynek również System 6.0.8L, pod kontrolą którego mógł również działać komputer. Komputer mógł działać również pod kontrolą Systemu 6 w jego wcześniejszych wersjach, choć Apple oficjalnie nie wspierała takich konfiguracji.
PowerBooka 100 wyposażono w jeden zewnętrzny port szeregowy umożliwiający podłączenie drukarki lub innego urządzenia w standardzie RS-422. Jako pierwszy Macintosh, PowerBook 100 nie został wyposażony w gniazdo modemu zewnętrznego, które zamieniono na opcjonalny wewnętrzny modem działający z prędkością 2400 bodów. Skutkiem tego, po raz pierwszy użytkownicy PowerBooków nie mogli jednocześnie drukować i korzystać z sieci ApppleTalk lub wyższych prędkości połączeń modemowych. Niemożliwe było też używanie z PowerBookiem 100 zaawansowanych kontrolerów MIDI, gdyż wymagały one obecności obydwu wspomnianych portów. Klienci żądający obecności standardowych funkcji komputera mogli zainstalować modem wyprodukowany przez przedsiębiorstwo trzecie w  dedykowanym gnieździe na płycie głównej.
Jeśli komputer tymczasowo nie był wykorzystywany, zawartość jego pamięci utrzymywała się tak długo, jak naładowany pozostawał główny akumulator kwasowo-ołowiowy. Komputer wyposażono w układ scalony Power Manager, zwykle umiejscowiony na płycie głównej komputera, odpowiedzialny za zarządzanie zasilaniem komputera. Podobnie, jak w modelu Macintosh Portable, odpowiadał on za podświetlanie ekranu, zatrzymywanie pracy dysku twardego, usypianie komputera i wyprowadzanie go z tego stanu, ładowanie akumulatora, działanie trackballa i urządzeń wejścia/wyjścia.
Model 100 wyposażono w jedną nowinkę techniczną: 3,5-woltowe baterie zapewniały podtrzymywanie zawartości wewnętrznej i rozszerzonej pamięci RAM podczas wymiany głównego akumulatora lub gdy urządzenie pozbawione było w ogóle zasilania. Dzięki temu komputer dobrze współpracował z RAM diskiem, wydłużając czas pracy na baterii poprzez rzadsze odwoływanie się do plików na twardym dysku. Model 100 był jedynym PowerBookiem który zachowywał zawartość RAM po wyłączeniu, co pozwalało na szybsze uruchamianie komputera.
PowerBook 100 był pierwszym modelem potrafiącym korzystać z trybu Target Disk Mode, co pozwalało urządzeniu zachowywać się tak, jakby stanowiło zewnętrzną pamięć masową biurkowego Macintosha. Pozwalało to na prostą instalacje oprogramowania na PowerBooku lub na przenoszenie oprogramowania na komputer stacjonarny bez konieczności podłączania do komputera przenośnego zewnętrznego napędu dyskietek. By korzystać z urządzeń SCSI wymagane było jednak zastosowanie specjalnego okablowania z charakterystycznym wtykiem. Tryb Target Disk Mode wymagał zastosowania jeszcze innego kabla. Taka funkcjonalność była wyłączną cechą modelu 100, do czasu wprowadzenia przez Apple nowych modeli PowerBooka, ponad rok później.
Na rynku oferowano dwie wersje PowerBooka 100 z klawiaturą w układzie QWERTY: wersja amerykańska wyposażona była w 63 klawisze, zaś międzynarodowa wersja ISO – w 64. Klawisz Caps Lock nie zmieniał swojej pozycji po wciśnięciu, nie był też wyposażony w diodę informującą o jego stanie, lecz by zlikwidować niedogodności system operacyjny wyposażono w rozszerzenie, wyświetlające międzynarodową ikonę Caps Lock w górnej prawej części paska menu gdy aktywowano klawisz.

## Proces projektowania
Modele PowerBook 140 i 170 zostały zaprojektowane przez Apple Industrial Design Group przed modelem 100, między marcem 1990 a lutym 1991. Projekt PowerBooka 100 był oparty na projekcie tych dwóch modeli i odzwierciedlał doświadczenia zebrane przez Apple podczas tworzenia obudów bardziej zaawansowanych modeli. Projekt modelu 100 powstał między wrześniem a grudniem 1990, zachowując wspólne z modelami 140 i 170 cechy obudowy dyktowane przez stosowany od 1984 roku wewnętrzny system założeń projektanckich Snow White. W szczególności zastosowano dwumilimetrowe wypukłości, rozstawione co 10 mm, co miało upodobnić PowerBooka 100 do innych produktów aktualnie produkowanej linii Apple.
Apple, nie dysponując wystarczającą ilością ludzi do wprowadzenia na rynek planowanych na rok 1991 urządzeń zwróciło się o pomoc do przedsiębiostwa Sony. Dysponując podstawowymi materiałami projektowymi, w tym wykazem układów scalonych i innych komponentów oraz informacjami o architekturze komputera Portable, Sony dokonało miniaturyzacji modelu 100 i podjęło jego produkcję w zakładach w San Diego oraz w Japonii. Pracownicy Sony nie dysponowali wielkim doświadczeniem w konstruowaniu komputerów osobistych, lecz udało im się zakończyć proces projektowania najmniejszego i najlżejszego komputera Apple czasie nieprzekraczającym 13 miesięcy, zatrzymując prace nad innymi swoimi projektami, PowerBookowi 100 nadając najwyższy priorytet. Prezes Sony, Norio Ohga, zezwolił kierownikowi projektu, Kiheyowi Yamamoto, na przyjęcie do projektu pracowników dowolnych oddziałów przedsiębiorstwa.
Zespołowi projektującemu komputer przewodniczył Robert Brunner, ówczesny kierownik działu projektowania Apple. To jemu komputer zawdzięcza m.in. trackball i kolor. Brunner stwierdził, że PowerBooka zaprojektowano tak, „by używało się go i nosiło tak łatwo, jak zwykłą książkę”. Ciemnoszary kolor urządzenia odróżniał je od innych produkowanych wówczas notebooków, ale również od produktów Apple, które tradycyjnie były albo beżowe albo platynowoszare. Trackball, kolejną innowację projektową, umieszczono na środku, umożliwiając łatwe posługiwanie się komputerem zarówno osobom lewo- jak i praworęcznym. Projektanci swoją pracą starali się wykreować wrażenie ekstrawagancji urządzenia, wychodząc z założenia, że stanowi ono przedmiot użytku osobistego tak, jak portfel, czy aktówka. Brunner stwierdził, że PowerBook 100 „mówi coś o osobie, która go nosi”.

## Przyjęcie przez rynek
Pracująca dla Home Office Computing Crystal Waters McCullough chwaliła PowerBooka 100 za „niepowtarzalny, efektowny design„ choć rozczarowała ją brak możliwości odbierania faksów przez wbudowany w notebooka modem, a komputera nie wyposażono w gniazdo dla monitora. Skrytykowano również dwudziestomegabajtowy dysk twardy jako oferujący niedostateczną pojemność. Po zainstalowaniu istotnych aplikacji użytkownika pozostawało zbyt mało miejsca na dodatkowe oprogramowanie oraz dokumenty. Waters stwierdziła: „korzystając z setki nieprzerwanie przez ostatnie kilka tygodni jestem przekonana, że nie czułabym się oszukana, gdybym ten komputer faktycznie kupiła – gdyby tylko wyposażono go w 40-megabajtowy dysk twardy.”
PC Week przeprowadził testy wydajności PowerBooka 100, porównując jego osiągi z poprzednikiem, Macintoshem Portable. Otwarcie przykładowego dokumentu Microsoft Word zajęło PowerBookowi 3,5 sekundy, zaś zapisanie – 2,5 sekundy. Portable te same operacje wykonywał w odpowiednio 5,4 i 2,6 sekundy. PC Week oceni żywotność akumulatorów komputera na 3 godziny i 47 minut pracy. Byte swój opis zakończył następująco: „Zalecamy stosowanie PowerBooka 100 do przetwarzania tekstów i komunikacji; modele o wyższej wydajności udostępniają użytkownikowi wystarczająco dużo zasobów do tworzenia skomplikowanych raportów, dużych arkuszy kalkulacyjnych i profesjonalnej grafiki.” MacWEEK określił komputer jako „idealny dla pisarzy i innych osób o niekoniecznie dużych zasobach finansowych.”"
Nawet długo po zaprezentowaniu na rynku, PowerBook 100 nadal stanowi obiekt zainteresowania prasy branżowej. Czasopismo PC World w roku 2006 przyznało notebookowi 10 miejsce na liście najlepszych komputerów osobistych wszech czasów, zaś w roku 2005 w rankingu na najlepszy gadżet wszech czasów pisma Mobile PC PowerBook 100 zdeklasował takie urządzenia elektroniczne jak Sony Walkman czy Atari 2600. Wielokrotnie nagradzano projekt PowerBooka: otrzymał on m.in. srebrną odznakę IDSA Silver Design of the Decade Award w roku 1999, Designer's Design Award czasopisma Form w roku 1993, złote odznaczenie ISDA Gold Industrial Design Excellence Award za rok 1992, Appliance Manufacturer Excellence in Design w tym samym roku oraz wyróżnienie Industry Forum Design 10 Best na targach hanowerskich.

## Specyfikacja techniczna
| Element                | Parametry |
| ---------------------- | --- |
| Wyswietlacz            | 9-calowy podświetlany monochromatyczny wyświetlacz FSTN z pasywną matrycą, 640 x 400 punktów |
| Przechowywanie danych  | wewnętrzny dysk twardy SCSI 20-40 MB, zewnętrzna stacja dyskietek 3,5" Superdrive (opcja) |
| Mikroprocesor          | Motorola 68000, 16 MHz |
| Zegar szyny systemowej | 16 MHz |
| RAM                    | 2 MB, rozszerzalna do 8 MB modułami SIMM o czasie dostępu 100 ns, opcjonalnie złacze kart rozszerzenia pamięci |
| ROM                    | 256 KB |
| Sieć                   | AppleTalk, opcjonalnie modem |
| Akumulator             | Akumulator kwasowo-ołowiowy, czas pracy 2,5 - 3,75 h, 3,5-woltowe litowe baterie zapasowe |
| Wymiary i waga         | 22 cm x 28 cm x 4,6 cm, 2,3 kg |
| Porty                  | 1 × ADB (klawiatura, mysz) 1 × mini-DIN-8 dla łącza szeregowego RS-422(drukarka/modem, AppleTalk) 1 × HDI-20 (zewnętrzny napęd dyskietek) 1 × SCSI HDI-3- (zewnętrzny dysk twardy, skaner) 1 × wyjście słuchawkowe 3,5 mm |
| System operacyjny      | System 6.0.8L, System 7.0.1 – System 7.5.5 |
| Gniazda rozszerzeń     | 1 x złącze szeregowe modemu |
| Dźwięk                 | 8-bitowy przetwornik monofoniczny, próbkowanie 22 kHz |
| Nazwa kodowa           | Elwood, Jake, O'Shanter & Bess, Asahi, Classic, Derringer, Rosebud oraz Sapporo |